# Голубев, Пётр Васильевич (спортсмен)
Пётр Васильевич Голубев (1916—1944) — советский пловец и ватерполист. Неоднократный чемпион СССР.

## Биография
Выступал под флагом общества «Динамо» (Ленинград) с 1935 года. Воспитанник известного спортсмена и тренера В. П. Поджукевича.
Чемпион СССР по плаванию на дистанциях 400 м и 1500 м (1936, 1937) вольным стилем и эстафете 4×200 м вольным стилем (1936). Пять раз был рекордсменом СССР в плавании вольным стилем.
Успешно играл в водное поло. Чемпион СССР 1938 и 1939 годов (в составе ленинградского «Динамо») и 1940 года (в составе ленинградской команды ВМУЗ).
Погиб под Ленинградом в годы Великой Отечественной войны.